# Duits-Sovjet Kredietovereenkomst
De Duitse-Sovjet Kredietovereenkomst van 1939 was een handelsverdrag tussen Nazi-Duitsland en de Sovjet-Unie. Hierbij kreeg de Sovjet-Unie een krediet van 200 miljoen Reichsmark. Dit bedrag werd in de daaropvolgende twee jaren gebruikt door de Sovjet-Unie voor het kopen van industriële productiemiddelen en transportmiddelen in Duitsland, zoals fabrieksgereedschap, machines en schepen. En het krediet zou door de Sovjet-Unie worden terugbetaald via de export van grondstoffen naar Duitsland vanaf 1946. Ook werden afspraken gemaakt over Duitse export richting de Sovjet-Unie ter waarde van 240 miljoen Reichsmark. En over Sovjet-export van grondstoffen naar Duitsland ter waarde van 180 miljoen Reichsmark. Het Molotov-Ribbentroppact werd vier dagen na het economische verdrag ondertekend. De economische en politieke overeenkomsten vervielen bij de invasie van Duitsland in de Sovjet-Unie in juni 1941.

## Achtergrond
Hoewel de relatie tussen de Sovjet-Unie en Nazi-Duitsland eerst slecht was door ideologische verschillen wilden beide partijen hun economie en krijgsmacht versterken. Duitsland had behoefte aan meer aardolie, voedsel, ertsen, rubber en andere grondstoffen. De Sovjet-Unie had behoefte op korte termijn aan militaire middelen en technologie om haar leger te versterken. Op 8 mei gaven Duitse beambten aan dat volgens hun inschatting Duitsland een oliereserve had voor slechts 3,1 maanden tijdens de verwachte oorlog. Bij een zeeblokkade gericht tegen Duitsland door de Britse marine zou de Sovjet-Unie voor vele producten en grondstoffen de enige mogelijke overgebleven toevoerleverancier zijn. De hoogste leiding van de Wehrmacht gaf in een rapport aan dat het voor Duitsland essentieel was dat de neutraliteit van de Sovjet-Unie was gegarandeerd voor de succesvolle uitvoering van de oorlogsplannen van Hitler. Dit was noodzakelijk om te zorgen dat Duitsland minder last zou ondervinden van een blokkade en tekorten bij de geplande oorlog plus het voorkomen van een tweefrontenoorlog.
Rond 10 augustus waren de laatste details van de economische overeenkomst afgehandeld, maar vanuit de kant van de Sovjet-Unie werd de ondertekening vertraagd totdat het zeker was dat er ook een politiek verdrag zou komen.

## De overeenkomst
Rond 2 uur in de ochtend van 20 augustus werd het handelsverdrag in Berlijn ondertekend door beide landen. De documenten waren gedateerd op 19 augustus. De Sovjet-Unie zou grondstoffen aanleveren, terwijl Duitsland veel militaire en civiele werktuigen zou leveren.
De Duitsers zouden in de eerste twee jaren na ondertekening aan 200 miljoen Reichsmark in nieuwe opdrachten aanvaarden voor de levering van goederen richting de Sovjet-Unie, waarbij de Sovjet-Unie dat bedrag zou lenen bij Duitsland. In de twee jaren na ondertekening zouden industriële goederen ter waarde van 60 miljoen Reichsmark die pasten in de ongebruikte ruimte uit eerdere economische verdragen vanuit Duitsland geëxporteerd worden naar Sovjet-Unie. In dezelfde twee jaren was extra export van Duitse goederen ter waarde van 180 miljoen Reichsmark afgesproken bovenop de oude overeenkomsten. De Sovjet-Unie zou in de twee jaren op hun beurt grondstoffen ter waarde van 60 miljoen Reichsmark onder oude afspraken opsturen en 120 miljoen Reichsmark onder de nieuwe overeenkomst. Daar bovenop zou de Sovjet-Unie grondstoffen ter waarde van 200 tot 300 miljoen Reichsmark leveren voor het afbetalen van oude leningen en het bovengenoemde nieuwe krediet.
De bovengenoemde lening van 200 miljoen Reichsmark moest door de Sovjet-Unie worden gebruikt om Duitse spullen te kopen. Dit waren voornamelijk machines, goederen, oorlogsmaterialen en harde valuta. De lening zou 100% gegarandeerd worden door de Duitse overheid met 5% rente. Een vertrouwelijke protocol gaf de Duitse regering aan om 0,5% van de rente zou terugbetalen, zodat er een effectieve rentepercentage van 4,5% was. Deze rentepercentage was voordelig, omdat het tussen 1,5% en 2,5% lager was dan soortgelijke kredieten in 1920 en begin 1930. De afbetaling zou zeven jaar na de ondertekening starten.

## Molotov–Ribbentrop Pact

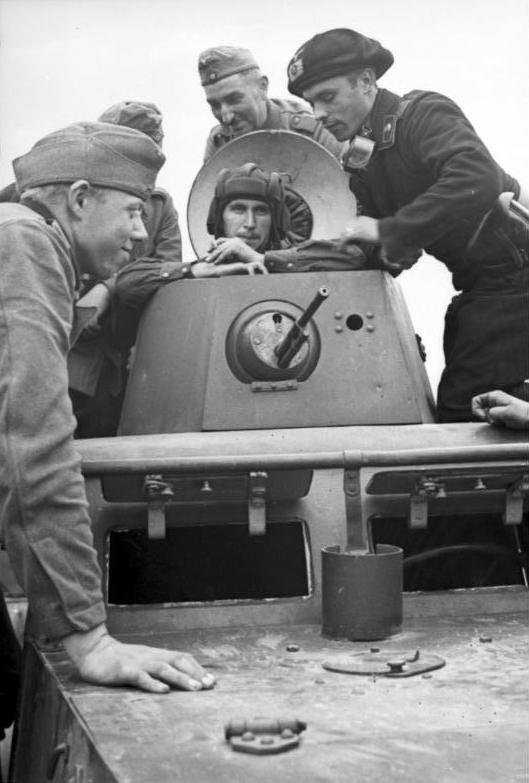
Duitse soldaten en Sovjetsoldaten praten in Lublin (20 september 1939).

Op 24 augustus werd het politiek en militair verdrag ondertekend tussen de Sovjet-Unie en Duitsland, beter bekend als het Molotov-Ribbentroppact. Het was een pact met afspraken over wederzijdse non-agressie tussen de twee landen. In geheime protocollen werden verschillende landen in Europa verdeeld in twee invloedssferen van Duitsland en de Sovjet-Unie. Polen werd tussen Duitsland en de Sovjet-Unie verdeeld. Finland, Estland, Litouwen en Letland werd toebedeeld aan de Sovjet-invloedssfeer, plus delen van Roemenië (Bessarabië en het noorden van Boekovina). Dit kwam later neer in annexatie van de betreffende gebieden door de twee landen. De Sovjet-Unie slaagde er niet in Finland te veroveren tijdens de Winteroorlog.

## Gevolgen
De economische overeenkomst van 1939 was het begin van de grote economische samenwerking tussen de Sovjet-Unie en Duitsland. De economische samenwerking tussen de twee landen werd vergroot door het economisch verdrag van 1940. Door het verdrag van 1940 werd de Sovjet-Unie de grote leverancier voor Duitsland van belangrijke materialen, zoals aardolie, mangaan, koper, nikkel, chroom, platina, hout en graan aan Duitsland. In januari 1941 werd de Duits-Sovjet Grens-en Handelsovereenkomst van 1941 ondertekend, waarbij naast economische zaken ook grenzen bij de nieuw-veroverde gebieden tussen de twee landen werden aangepast.
Duitsland kon de Sovjet-Unie effectief binnenvallen door de grote import van belangrijke materialen vanuit Sovjet-Unie. Zonder de importen vanuit de Sovjet-Unie zou de Duitse voorraden van belangrijke producten snel op zijn geraakt rond oktober 1941 tijdens de invasie van de Sovjet-Unie.